# 大阪府道163号野崎停車場線
大阪府道163号野崎停車場線（おおさかふどう163ごう のざきていしゃじょうせん）は、大阪府大東市を通る一般府道である。

## 概要
JR西日本片町線 野崎駅から大東市野崎1丁目に至る。

### 路線データ
- 起点：大阪府大東市野崎1丁目（JR西日本片町線 野崎駅前）
- 終点：大阪府大東市野崎1丁目（野崎交差点、国道170号交点）

## 地理

### 通過する自治体
- 大阪府
  - 大東市

### 交差する道路
| 交差する道路                                  | 交差する場所 | 交差する場所      |
| --------------------------------------------- | ------------ | ----------------- |
| 国道170号 大阪府道20号枚方富田林泉佐野線 重複 | 野崎1丁目    | 野崎交差点 / 終点 |

### 沿線
- JR西日本片町線 野崎駅
- 成協信用組合 大東支店
- りそな銀行 野崎出張所
- 池田泉州銀行 大東支店
- 関西みらい銀行 野崎支店
- 慈眼寺（野崎観音）
- 野崎参道商店街振興組合事務所